# تشاز بيسلي
تشاز بيسلي هو محامي وسياسي أمريكي، ولد في 24 أكتوبر 1985 في ستيتسفيل في الولايات المتحدة. نشط حزبياً في North Carolina Democratic Party ‏. وقد انتخب عضو مجلس نواب كارولينا الشمالية ‏.